# Saltsjötunneln
Saltsjötunneln är en tunnel som anlades 1988-89 för att leda renat avloppsvatten från Solna via Stockholm till Saltsjön utanför Kastellholmen. Tunneln har sitt namn efter Saltsjön, där den mynnar. Saltsjötunneln är 7,5 kilometer lång, har en diameter på 3,5 meter och ligger på cirka 50 meters djup under staden. Genom tillkomsten av Saltsjötunneln blev det möjligt att avlasta Östra Mälarens vattenskyddsområde från avloppsvatten. Ursprungligen leddes det biologiskt renade vattnet genom en 900 meter lång bergtunnel till Mälaren vid Nockeby, där det släpptes ut på 10 meters djup.
Avloppsvattnet kommer från Bromma reningsverks Nockebyanläggning där det renas. Därifrån leds vattnet via en 4,5 km lång bergtunnel till värmepumpverket Norrenergi vid Bällstaviken i Solna. Norrenergi utvinner fjärrvärme och fjärrkyla från restvärmen i avloppsvattnet för förbrukare i Solna och Sundbyberg. Därefter går vattnet som nu har en temperatur av +2°C med självfall i den 7,5 km långa Saltsjötunneln österut. Tunneln sträcker sig under Huvudsta, längs Kungsholmen,  passerar Klara Sjö vid Kungsbron och fortsätter vidare under Klara kyrka på Norrmalm till södra sidan av Skeppsholmen och Kastellholmen till Saltsjön. Utloppet ligger i hamnbassängen utanför Kastellholmen, cirka 250 meter från stranden. 
När Saltsjötunneln anlades valde man en fullortsborrning. Att borra tunneln hade, jämförd med sprängning den fördelen att erhålla släta tunnelväggar utan större efterbehandlingar men nackdelen var att stockholmstraktens hårda granit och gnejs är svårbearbetat och fullortsborrning innebar en merkostnad. Arbetena bedrevs i treskift, alltså dygnet runt under tre år från 1988-1989. Fullortsborrmaskinen som användes vid anläggning av Saltsjötunneln kallades "Ormen Långe". Vid anläggningsarbetena uppträdde störande stomljud. Ljuden från borrmaskinerna fortplantade sig 100 meter genom berget och in i bostäder, där det uppmättes upp till 50-60 decibel. De boende förstod inte vad det var frågan om och började ringa efter rörmokare.